# Stazione di Chão de Maçãs-Fátima
La stazione di Chão de Maçãs-Fátima (in portoghese Estação de Chão de Maçãs-Fátima) è la principale stazione ferroviaria del comune di Tomar, Portogallo.